# Neckar
De Neckar is een zijrivier van de Rijn in het zuidwesten van Duitsland. De rivier ontspringt op 706 m hoogte in Schwenninger Moos bij Villingen-Schwenningen in het Zwarte Woud. De bron ligt in vogelvlucht op amper 10 km van de "bron" van de Donau. De bron ligt op circa 170 m van een van de bronnen van de Talbach die uitmondt in de Brigach die op haar beurt samenvloeit met de Breg tot Donau. De Neckar ontspringt met andere woorden vlak aan de waterscheiding tussen de Rijn (Noordzee) en de Donau (Zwarte Zee).
De rivier kronkelt vervolgens in noordoostelijke richting naar Stuttgart om daarna Heilbronn te passeren. Vervolgens verloopt de stroom eerst noordelijk, daarna westelijk door Heidelberg, om zich bij Mannheim bij de Rijn te voegen. Het stroomgebied van de Neckar meet circa 14.000 km².

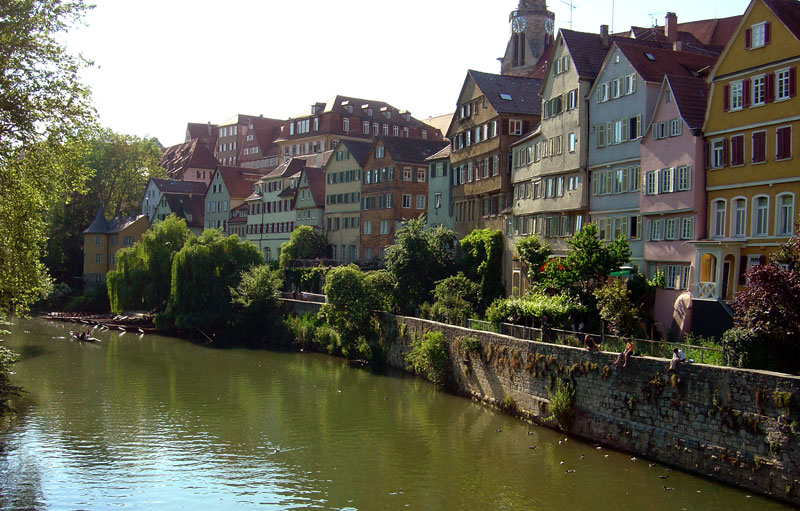
Neckaroever in Tübingen

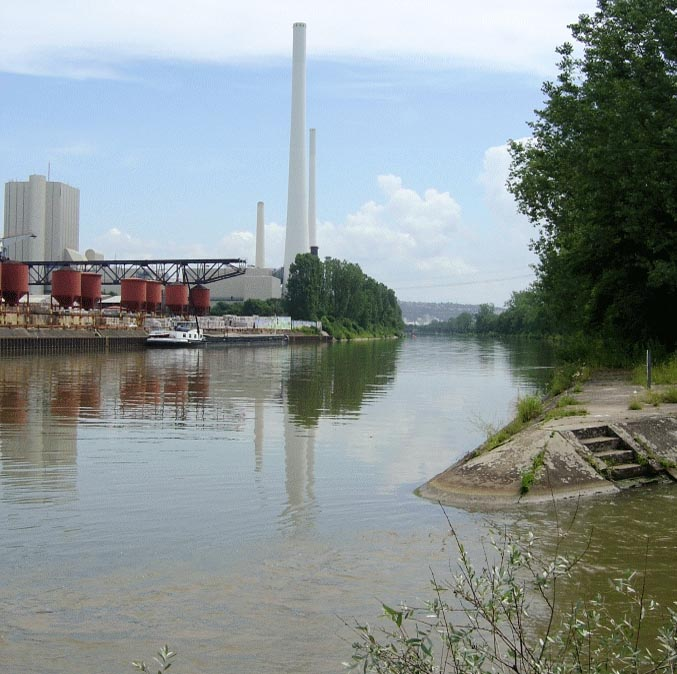
Monding Körsch bij Deizisau

De Neckar is vanaf Plochingen bevaarbaar, met binnenhavens in Stuttgart, Heilbronn en Mannheim. De maximale afmetingen van de schepen zijn 105 × 11,45 meter. Er zijn in totaal 27 sluizen.

## Zijrivieren
De belangrijkste zijrivieren van bron tot monding zijn: (telkens met kant, samenvloeiingsplaats en lengte)
- Eschach, links, Rottweil-Bühlingen, 38,1 km
- Prim, rechts Rottweil, 21,1 km
- Schlichem, rechts, Epfendorf, 34,4 km
- Glatt, links, Horb-Neckarhausen, 34,2 km
- Eyach, rechts bij Bf. Eyach, gemeente Eutingen im Gäu, 50,4 km
- Starzel, rechts, Rottenburg-Bieringen, 42,8km
- Steinlach, rechts, bij Tübingen, 25,1 km
- Ammer, links bij Tübingen-Lustnau, 22,5 km
- Echaz, rechts bij Kirchentellinsfurt, 22,8 km<
- Erms, rechts bij Neckartenzlingen, 32,7 km
- Aich, links bij Nürtingen-Oberensingen, 30,4 km
- Lauter, rechts bij Wendlingen, 25,7 km
- Fils, rechts bij Plochingen, 62,8 km
- Körsch, links , westelijk van Deizisau, 26,3 km
- Rems, rechts bij Remseck am Neckar, 78,4 km
- Murr, rechts, Marbach, 51,5 km
- Enz, links, Besigheim, 105,5 km
- Zaber, links, Lauffen, 22,4 km
- Schozach, rechts bij Heilbronn-Sontheim, 25,6km
- Lein, links bij Neckargartach, 27,3 km
- Sulm, rechts bij Neckarsulm, 26,2 km
- Kocher, rechts, Bad Friedrichshall-Kochendorf, 168,7 km
- Jagst, rechts, Bad Friedrichshall-Jagstfeld, 190,2 km
- Elz, rechts, bij Mosbach-Neckarelz, 39,8 km
- Itter, rechts in Eberbach, 28,0 km
- Laxbach, rechts, bij Hirschhorn, 30,0 km
- Steinach, rechts bij Neckarsteinach, 21,9 km
- Elsenz, links bij Neckargemünd, 53,4 km

- Bibliothèque nationale de France: cb119639725 (data)
- Gemeinsame Normdatei: 4041522-3
- National Archives and Records Administration: 10038747
- Nationale Bibliotheek van Tsjechië: ge371038
- Système universitaire de documentation: 027641546
- Virtual International Authority File: 238988802